# Schellenberg (adelsslægt)
Schellenberg var en adels- og ridderslægt i de sydtyske områder.
Schellenbergerne blev i kilder fra årene 1137 til 1157 nævnt for første gang som vasaller til Otto af Freising. De havde deres hovedsæde i den øvre del af Isardalen, hvorfra de tjente Stauferne såvel som Rudolf I, og derigennem vandt de politisk indflydelse og rigdom.
I Staufertiden slog Schellenbergerne sig ned ved Eszhnerberg (ved Felkirch i det nuværende Liechtenstein. Her byggede de i første halvdel af det 12. århundrede borgen Alt-Schellenberg (Gamle-Schellenberg) og et årti senere borgen Neu-Schellenberg (Ny-Schellenberg). Det er sandsynligt, at Stauferkongen lod Schellenbergerne bosætte sig der for at sikre rigsvejen til Italien. Disse områder i det nuværende Liechtenstein solgte Schellenbergherskabet i 1317 til de werdenbergske grever. Ikke desto mindre bærer bjerget ved Eschen stadig navnet.